# XCOM: Enemy Within
XCOM: Enemy Within (с англ. — «XCOM: Враг внутри») — расширенное переиздание, улучшенная и дополненная версия стратегии XCOM: Enemy Unknown.
PC-версия XCOM: Enemy Within требует наличия установленной оригинальной игры XCOM: Enemy Unknown. Версии для домашних консолей полностью самостоятельны.

## Обзор
XCOM: Enemy Within — несюжетное дополнение, которое расширяет игру разнообразными миссиями, оружием, мехами, навыками и позволяет играть в неё без предварительного прохождения оригинальной XCOM: Enemy Unknown.
Одним из основных нововведений является некая субстанция под названием Meld («Состав»), состоящая из нанороботов, способных равносильно модифицировать устройства и живых существ. Две канистры с Meld можно найти почти в любом задании, однако каждую нужно найти прежде чем она самоуничтожится (обнаружив канистру, игрок видит её отсчёт самоликвидации). Meld можно использовать в двух направлениях: био-модификация солдат и создание солдат-мехов. Для каждого необходимо вначале построить соответствующую лабораторию. Процедура создания солдат-мехов полностью необратима, так как солдат превращённый в солдата-меха больше не сможет стать обычным (ему/ей ампутируют конечности взамен на кибернетические аналоги, чтобы они могли управлять тяжёлой силовой бронёй).
У пришельцев появляется новый вид бойцов, являющийся аналогом солдата-меха (сектоид в силовой броне, так называемый «мехтоид»), и летающий робот, видом напоминающий осьминога под названием «искатель». Искатели обладают генератором невидимости, который они выключают обычно только во время нападения. По сути, присутствие искателей заставляет отряд XCOM оставаться вместе, так как одиночная цель очень уязвима для искателей. Если в генной лаборатории кем-либо из бойцов получен навык биоэлектрической кожи, незаметно детектирующей невидимок, те теряют возможность спрятаться вблизи от такого бойца.
Также добавляется несколько сюжетных заданий, связанных с недружественной тайной организаций EXALT, цель которой — помочь инопланетянам захватить Землю. После её выявления становится доступным экран для проведения разведывательных операций. Так как EXALT, в основном, оперирует за кулисами, то необходимо периодически посылать одного из солдат в роли лазутчика. После определённого количества дней, появляется задание по извлечению агента. Во время задания агент является седьмым членом команды, но вооружён только пистолетом (откуда проистекает польза технических улучшений пистолетов в литейном цехе). На отряд периодически нападают волны солдат EXALT, технический уровень которых также растёт со временем — поначалу, они используют огнестрельное оружие, но затем начинают использовать лазерное оружие и биомодификации.
Огнестрельное оружие EXALT полностью аналогично оружию XCOM, а лазерное — с той лишь разницей, что оно более энергоёмко. Оба типа оружия можно продать на чёрном рынке. После каждого успешного внедрения агента аналитики XCOM всё более точно устанавливают местонахождение штаб-квартиры предательской организации. Финальная фаза этой серии заданий — штурм штаб-квартиры EXALT и её уничтожение. EXALT внешне, но не эффективно копируют дизайн XCOM, например, у них есть собственная голография земного глобуса.
Ещё одной важной сюжетной миссией стала оборона базы XCOM от штурма пришельцами после первого заметного успеха — вскрытия одной из баз тарелок-разведчиков. В дальнейшем пришельцы теряют к таким агрессивным действиям всякий интерес и снова сосредотачиваются на терроре населения и перевозке своих ресурсов.
Заставка дополнения заменяет цитату Артура Кларка на цитату Ричарда Бакминстера Фуллера — «Тот, кто забавляется с игрушками дьявола, рано или поздно доиграется до того, что обнажит его меч».

## Дополнительные материалы
Дополнения (DLC) к играм XCOM: Enemy Unknown и XCOM: Enemy Within:
Платные:
- Elite Soldier Pack[8]
- Slingshot[9]

Бесплатное:
- Second Wave (Вторая волна)[10]

## Отзывы
| Сводный рейтинг       | Сводный рейтинг                        |
| Агрегатор             | Оценка                                 |
| --------------------- | -------------------------------------- |
| GameRankings          | (PC) 86,31 % (X360) 87,55 % (PS3) 90 % |
| Metacritic            | (PC) 86/100 (360) 88/100 (PS3) 88/100  |
| Иноязычные издания    |                                        |
| Издание               | Оценка                                 |
| Destructoid           | 9/10                                   |
| Eurogamer             | 9/10                                   |
| Game Informer         | 9,25/10                                |
| GameSpot              | 8/10                                   |
| GamesRadar+           | [ 21 ]                                 |
| IGN                   | 9/10                                   |
| VideoGamer            | 9/10                                   |
| Русскоязычные издания |                                        |
| Издание               | Оценка                                 |
| «IGN Россия»          | [ 5 ]                                  |
| «Игры Mail.ru»        | [ 24 ]                                 |

Игра XCOM: Enemy Within получила положительные отзывы и высокие оценки от критиков, получив среднюю оценку 88,88—90 % на GameRankings и мета-оценку 86/100—88/100 на Metacritic. От зарубежных и российских игровых изданий игра получила положительные оценки, средняя 9/10.
Кроме того этот проект был одобрен создателем серии игр X-COM Джулианом Голлопом:

Серия XCOM всегда была очень популярна, а сейчас она на новом пике популярности. Вы хотите работать над новой частью этой франшизы?

Нет, я думаю, что я завершил с X-COM. Я много раз пытался в течение многих лет вести работы, чтобы получить ремейк, но Firaxis наконец сделала это (речь идёт об игре XCOM: Enemy Unknown, получившей улучшенное переиздание XCOM: Enemy Within). Кроме того, есть перспективный и более верный ремейк Xenonauts.